# Карастоянова, Лилия Александровна
Лилия Александровна Карастоянова (болг. Лилия Карастоянова; 30 мая 1917, Лом, Болгария — 6 февраля 1943, Будище, Чечерский район, Гомельская область, БССР) — советская журналистка болгарского происхождения. Получила известность как участник партизанского движения на территории Беларуси в годы Великой Отечественной войны.

## Биография
Родилась в 1917 году в Болгарии в семье сторонников коммунистической идеологии. В 1923 родители Лилии принимают активное участие в Сентябрьском восстании, после которого семья попадает в места лишения свободы. В конце 1923 года отец Лилии был приговорен к смертной казни и расстрелян в Ломе.
В 1927 году усилиями советских дипломатов Лилию, вместе с матерью и сестрой Еленой, удалось вывезти в СССР по программе спасения детей погибших коммунистов стран Запада. Позднее мать снова отправилась в Европу, а сестры остались воспитываться в СССР. Воспитывалась Лилия в семье известного общественного деятеля Е. М. Ярославского, проживала в Москве. В 1938 устроилась на работу журналистом в газету «Комсомольская правда». Позже вышла замуж и родила сына.
После начала войны в 1941 году муж Лилии Александровны был мобилизован, а сына вместе с детским садом отправили в эвакуацию в Сибирь. Сама же Лилия работала в Вологде в редакции газеты «Все для города Ленина!» (Вологда являлась основным транзитно-распределительным пунктом эвакуации людей из блокадного Ленинграда).
Летом 1942 года Карастоянова возвращается в Москву на прежнее место работы в «Комсомольской правде». Вскоре Лилия получает известие о гибели мужа на фронте и после соответствующей подготовки в составе организаторской группы НКВД отправляется за линию фронта в партизанский отряд (позднее, соединение) А. Ф. Фёдорова. В составе отряда участвовала во множестве диверсий на территории Брянской и Гомельской областей, работала в редакции подпольной газеты «Большевик».
Убита 6 февраля 1943 года в бою с немецкими войсками близ деревни Будище. Похоронена в братской могиле в Чечерске.

## Награды и звания
Была посмертно награждена орденом Отечественной войны II степени, медалью «Партизану Отечественной войны» I степени и болгарским орденом «Народна свобода» I степени.

## Память

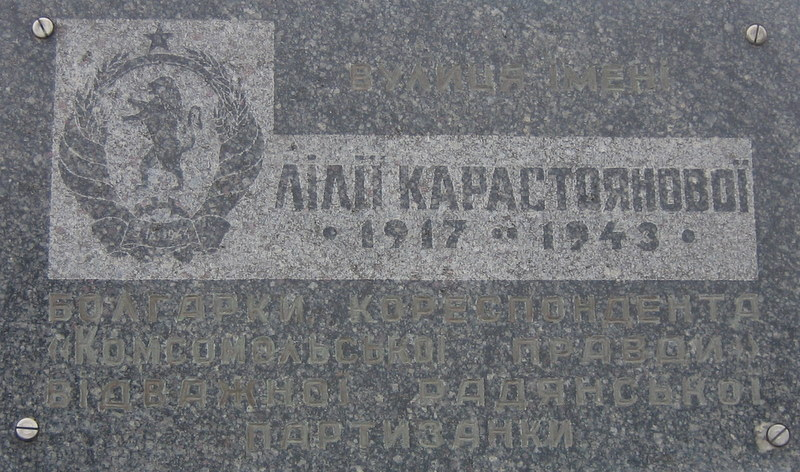
Аннотационная доска на улице Карастояновой в Бердичеве

- Именем Л. А. Карастояновой названы улицы в Минске, Гомеле, Чечерске (переулок) и Бердичеве.
- На родине Лилии Карастояновой в болгарском городе Лом ей установлен обелиск.
- Средняя школа № 1 города Чечерска носит имя Л. А. Карастояновой.
- Судьбе семьи Карастояновых был посвящен советско-болгарский 4-серийный художественный фильм режиссера Н. Мащенко «Карастояновы» (1983) в котором роль Лилии сыграла Ирина Малышева. Эпизод ее участия в партизанском отряде А. Фёдорова отражен также в художественном фильме «Подпольный обком действует» (1978), где её образ воплотила актриса Лилия Дзюба. Правда, в фильме её гибель изображена случайной, уже после боя-захвата железнодорожного эшелона с зерном, а не в столкновении с немецкими войсками.
- До 1989 года, имя Лилии Карастояновой носили ряд пионерских дружин СССР в частности средней школы № 12, Зареченского района г. Тулы, где работал соответствующий Музей славы.
- Памятная гранитная плита с барельефом Лилии Карастояновой в Болотня Клетнянского района Брянской области (1974).

Справа от барельефа высечены слова болгарского поэта Христо Ботева: «Кто пал в борьбе за свободу, тот не умирает». Ниже надпись: «Здесь, в знаменитом партизанском Лесограде, с декабря 1942 г. по февраль 1943 г., сражаясь с врагом, находилась замечательная дочь болгарского народа, корреспондент «Комсомольской правды» Лилия Карастоянова. Погибла в феврале 1943 г.».
В болгарском городе Лом её имя носит Дом Пионеров. (1954).